# Лохс, Херберт
Херберт Локс (нем. Herbert Lochs; 20 октября 1946 — 10 февраля 2015, Инсбрук) — австрийский и немецкий врач, профессор, доктор медицинских наук, с 1994 года и до самой смерти — директор Клиники гастроэнтерологии, гепатологии и эндокринологии Шарите в Берлине.

## Краткая биография
В 1970 году получил степень доктора в Инсбрукском университете, в 1970—1972 работал в Институте фармакологии при Инсбрукском университете. В 1973—1978 годах был старшим преподавателем по медицине внутренних органов и гастроэнтерологии на медицинском факультете Венского университета.
В 1984 году Локс в творческом отпуске работал в Университете Питтсбурга, где основной направленностью работы были подбор правильного клинического питания и изучение метаболизма. После возвращения в Вену стал адъюнкт-профессором на кафедре Гастроэнтерологии.
С 1994 года Херберт являлся заведующим кафедрой «Гастроэнтерология, гепатология, эндокринология и метаболизм» на медицинском факультете Шарите (Берлин).. Основными аспектами его работы, как клинической, так и научной, по-прежнему являются питание и метаболизм, а также воспалительная болезнь кишечника (ВБК).
Он участвовал в огромном количество опытов и клинических испытаний, направленных на исследование ВБК, желудочно-кишечный онкологии, гепатологии и питания.
Был награждён премией Hoechst, премией имени Антона Эйзельберга и премией доктора Теодора Биллрота дважды.
Профессор Локс является автором более 250 научных статей, обзоров и руководств.
С 1 октября 2009 года возглавлял в качестве ректора Инсбрукский медицинский университет (Австрия).